# Sebastian Schipper

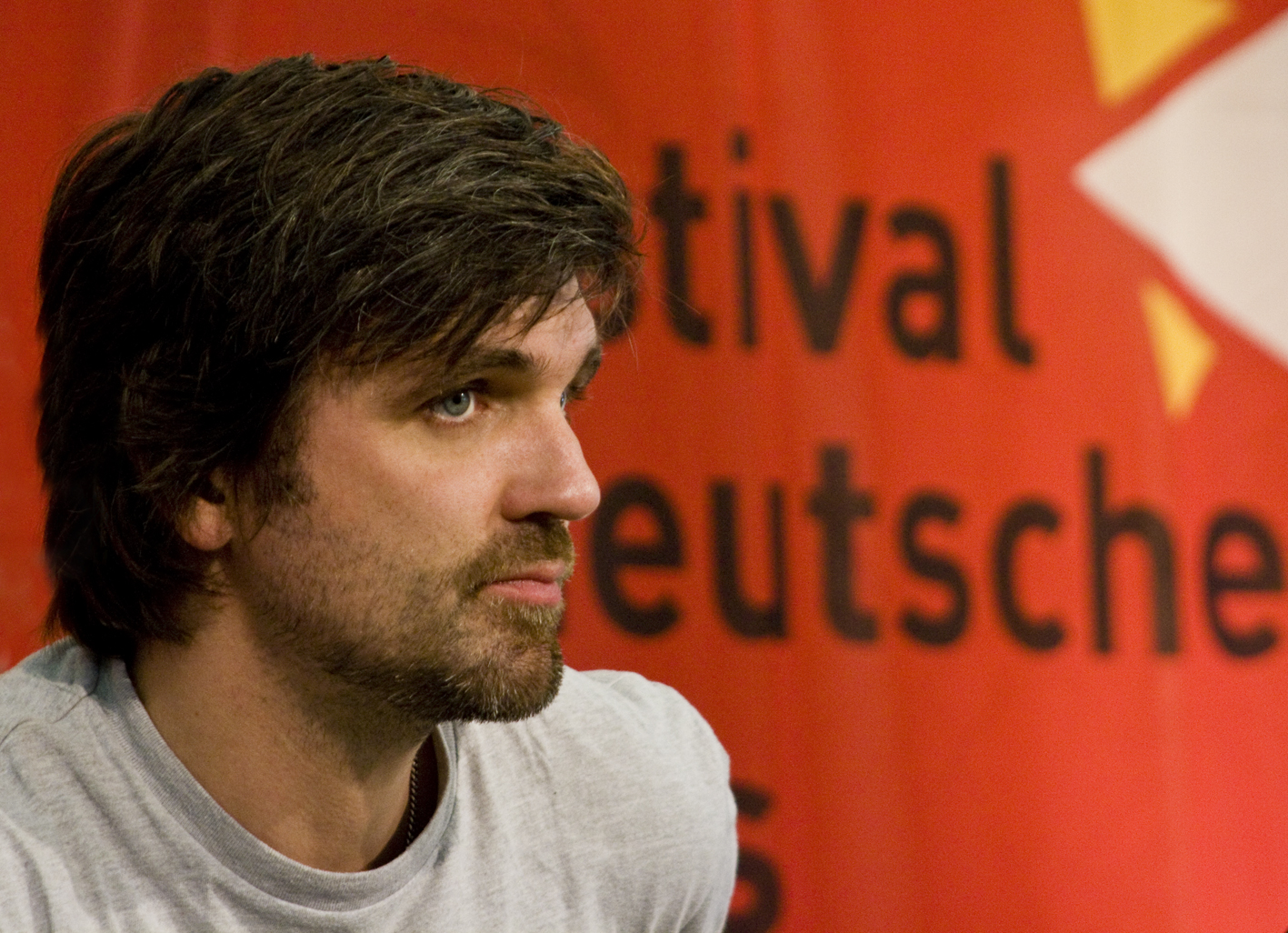
Sebastian Schipper beim Festival des deutschen Films im Juni 2009

Sebastian Schipper (* 8. Mai 1968 in Hannover) ist ein deutscher Schauspieler und Filmregisseur.

## Karriere
Nach dem Abitur am Gymnasium Eversten Oldenburg und Schauspielstudium an der Münchner Otto-Falckenberg-Schule (1992–1995) übernahm er neben seinem Engagement an den Münchner Kammerspielen kleinere Filmrollen, so z. B. in Kleine Haie (1992), Der englische Patient (1996), Winterschläfer (1997), Ganz und gar (2003), Die Nacht singt ihre Lieder (2004). In dem Film Ludwig II. spielte Schipper den älteren Ludwig in dessen Todesjahr.
Sein erster Film, bei dem er Regie führte, Absolute Giganten (1999), wurde mit dem Deutschen Filmpreis in Silber ausgezeichnet. Sein zweiter Film Ein Freund von mir mit Jürgen Vogel, Daniel Brühl und Sabine Timoteo kam 2006 in die Kinos. Der Film Mitte Ende August (2009) spielt in einem Sommerhaus zwischen Berlin und Hamburg.
Mit seinem Spielfilm Victoria, der in einer Plansequenz gedrehten Geschichte eines Bankraubs, nahm er am Hauptwettbewerb der Berlinale 2015 teil. Sein Kameramann Sturla Brandth Grøvlen gewann einen Silbernen Bären; er selber erhielt den Preis der Gilde Deutscher Filmkunsttheater. Schipper wurde beim Deutschen Filmpreis 2015, bei dem Victoria fünf weitere Preise erhielt, auch als bester Regisseur ausgezeichnet. Schipper erhielt ferner 2016 für das Victoria-Team den Berliner Bären.

## Filmografie (Auswahl)
als Darsteller
- 1992: Kleine Haie
- 1995: Verkehrsgericht (43) Selbstmord auf Raten
- 1996: Der englische Patient
- 1997: Winterschläfer
- 1998: Das merkwürdige Verhalten geschlechtsreifer Großstädter zur Paarungszeit
- 1998: Eine ungehorsame Frau
- 1998: Lola rennt
- 2000: Fremde Freundin
- 2000: England!
- 2000: Der Krieger und die Kaiserin
- 2002: Elefantenherz
- 2003: Ganz und gar
- 2004: Die Nacht singt ihre Lieder
- 2005: Die blaue Grenze
- 2010: Drei
- 2012: Ludwig II.
- 2012: Überleben an der Wickelfront
- 2013: Tatort – Feuerteufel
- 2013: Alaska Johansson (Fernsehfilm)
- 2013: Tatort – Mord auf Langeoog
- 2014: Tatort – Kaltstart
- 2014: Tatort – Die Feigheit des Löwen
- 2014: Um jeden Preis (I Am Here)
- 2015: Tatort – Frohe Ostern, Falke
- 2015: Coconut Hero
- 2020: Homemade (Fernsehserie, Folge: Casino)

als Regisseur und Drehbuchautor
- 1999: Absolute Giganten
- 2006: Ein Freund von mir
- 2009: Mitte Ende August
- 2015: Victoria
- 2019: Roads
- 2020: Homemade (Fernsehserie, Folge: Casino)